# Rue de l'Angile
La rue de l'Angile est une voie du 5e arrondissement de Lyon, en France. Petite rue pavée d'orientation nord-sud du quartier Saint-Paul dans le Vieux Lyon, elle relie les rues Octavio-Mey et Louis Carrand. L'existence de cette rue est attestée dès 1550.

## Histoire
Dès le XVe siècle, elle aurait accueilli la banque créée par Cosme de Médicis. Sur le plan scénographique de Lyon de 1550, elle porte le nom de rue de l'Angelle ou rue de Langelle, du nom d'une maison dite de l'Angello. Louis Maynard évoque également le nom de rue de l'Angello. Elle est parfois aussi dénommée rue de l'Anguille.
Dans une salle de jeu de paume située dans la rue se serait déroulée la première représentation de la pièce de Molière L'Étourdi ou les Contretemps vers 1653.
En 1860 la rue était encore un étroit goulot obscur. C'est à la fin du XIXe siècle que la rue prit son allure actuelle avec le remodelage du quartier et la construction de la gare Saint-Paul. La construction du Palais Bondy et de l'hôtel du Collège en 1902 finalisa cette transformation.

## Lieu d'intérêt
- Une traboule du 4 rue de l'Angile au 5 de la rue Octavio-Mey
- Le conservatoire de musique et de déclamation

## Accessibilité
Ce site est desservi par les stations de métro Hôtel de Ville - Louis Pradel et Vieux Lyon - Cathédrale Saint-Jean.
- Ligne forte C3
- Lignes de bus C14, C19, C20 et 31
- Navette fluviale Vaporetto
- Stations Vélo'v : Saint Paul (Gare) - Place Fousseret (Angle quai de Bondy) - Place Gerson (proche Quai Pierre Scize)

## Galerie

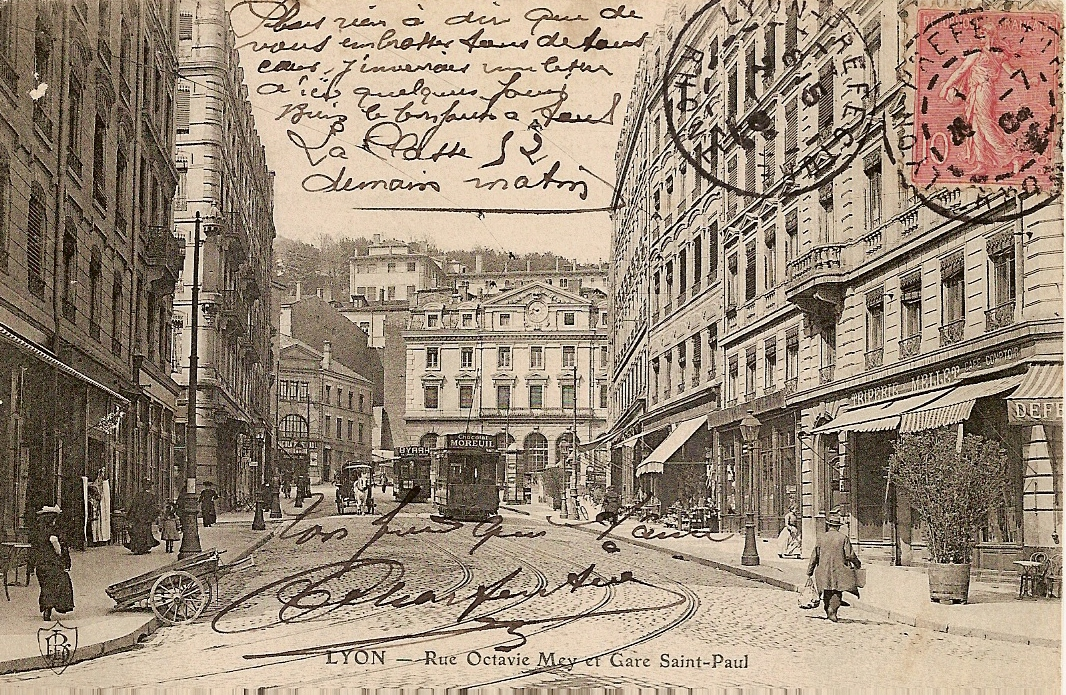
Le nord de la rue est situé entre les deux premiers immeubles à gauche du cliché
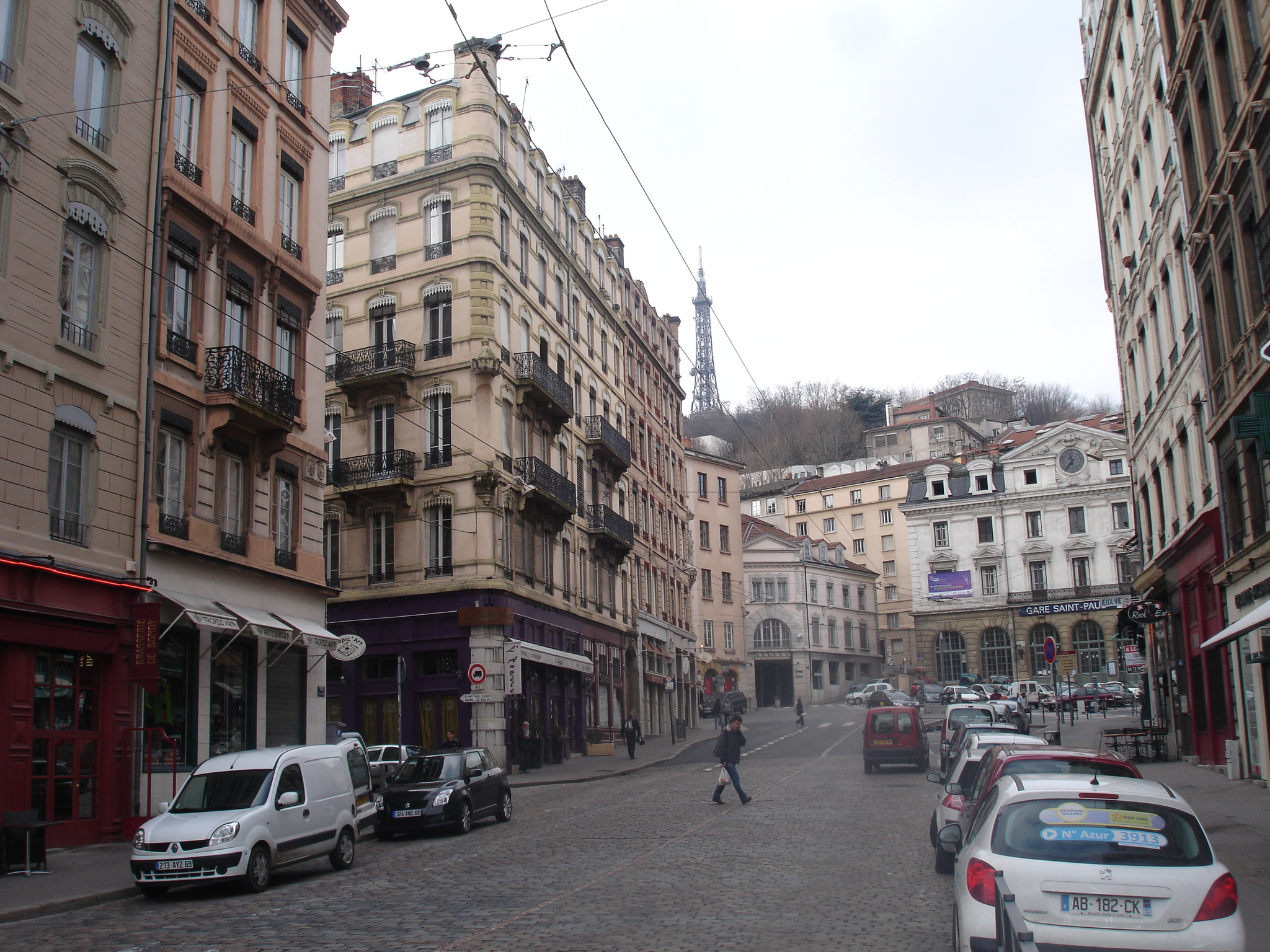
Le nord de la rue est situé là où se trouve l'enseigne violette